# Immanuel Fichte

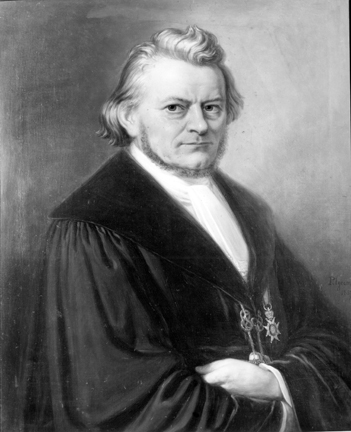
Immanuel Fichte

Immanuel Hermann von Fichte (Jena, 18 juli 1797 - Stuttgart, 8 augustus 1879) was een Duitse theoloog maar werd het bekendst als filosoof. 

## Biografie
Immanuel Fichte was de zoon van de filosoof Johann Gottlieb Fichte. Hij studeerde in Berlijn en werd in 1836 hoogleraar filosofie aan de universiteit van Bonn. In 1842 nam hij aan de Eberhard-Karls-Universiteit in Tübingen een leerstoel over. 
Fichtes kijk op de filosofie veranderde nogal gedurende zijn leven. Fichte werkte samen met Christian Hermann Weisse, maar bleek met hem van mening te verschillen over de leer van Georg Wilhelm Friedrich Hegel, waar Fichte grote fouten in zag; met name had hij een afkeer van het pantheïsme en het omlaag halen van de mens dat de Hegeliaanse visie kenmerkt. Aan de hand van de monadologie van Leibniz trachtte Fichte het monisme van Hegel te verenigen met het individualisme van Johann Friedrich Herbart. Op latere leeftijd hing hij vooral de theosofie aan. 
Fichtes eigen invloed is uiteindelijk niet erg groot gebleken, als gevolg van inconsistenties en het eclecticisme waarvan hij blijk gaf. 